# Satyrium edwardsii
Satyrium edwardsii is een vlinder uit de familie van de Lycaenidae. De wetenschappelijke naam van de soort werd als Thecla edwardsii in 1867 gepubliceerd door Augustus Radcliffe Grote & Coleman Townsend Robinson.

## Ondersoorten
- Satyrium edwardsii edwardsii
  - = Thecla fabricii Kirby, 1871
- Satyrium edwardsii meridionale Gatrelle, 2001